# 세종특별자치시경찰청
세종특별자치시경찰청(世宗特別自治市警察廳, Sejong City Police Agency)은 2019년 6월 25일 개청한 세종특별자치시를 담당하는 경찰청으로 세종북부경찰서와 세종남부경찰서를 소속 경찰서로 두고 있다. 청장은 경무관으로 보한다. 약칭은 세종경찰청이다.

## 연혁
- 2019년 6월 25일: 충남지방경찰청에서 분리되어 세종특별자치시지방경찰청 개청
- 2021년 1월 1일: 자치경찰제 도입에 따라 세종특별자치시경찰청으로 변경
- 2021년 10월 6일: 행정중심복합도시 1·2·3·4·6생활권 및 금남면, 연기면, 장군면을 관할하는 세종남부경찰서 개서 및 기존 "세종경찰서"를 세종북부경찰서로 명칭 변경[2]

## 조직
- 청장
  - 경무기획과
  - 생활안전교통과
  - 112치안종합상황실
  - 공공안전과
  - 수사과
  - 기동단
  - 특공대

## 경찰관서
- 세종북부경찰서
- 세종남부경찰서
- 정부세종청사경비대
- 세종경찰특공대